# Discografia dei Thin Lizzy
Elenco di dischi e video dei Thin Lizzy.

## Album studio
- 1971 - New Day (Thin Lizzy)
- 1971 - Thin Lizzy
- 1972 - Shades of a Blue Orphanage
- 1973 - Vagabonds of the Western World
- 1974 - Nightlife
- 1975 - Fighting
- 1976 - Jailbreak
- 1976 - Johnny the Fox
- 1977 - Bad Reputation
- 1979 - Black Rose: A Rock Legend
- 1980 - Chinatown
- 1981 - Renegade
- 1983 - Thunder and Lightning

## Album live
- Live and Dangerous (1978)
- Life (1983)
- BBC Radio One Live in Concert (1994)
- The Peel Sessions (1994)
- Boys Are Back in Town: Live in Australia (1999)
- One Night Only (2000)
- Live In London 2011 - 22.01.2011 Hammersmith Apollo (2011)

## Raccolte
- The Beginning, Vol 12 (Decca, 1974 - Germania)
- Remembering (Decca, 08/76)
- Rocker (1971-1974) (London, 1977 - USA)
- Continuing Saga of Ageing Orphans (Decca, 09/79)
- Profile (Decca, 1979 - Germania)
- The Japanese Compilation Album (Vertigo, 25/02/80 - Giappone)
- The Adventures of Thin Lizzy (Vertigo, 27/03/81)
- Lizzy Killers (Vertigo, 1981)
- Whiskey in the Jar (Decca, 1981 - Germania)
- Rockers (Decca, 12/81)
- Thin Lizzy - Der Weisse Serie (Decca, 1982 - Germania)
- Whiskey in the Jar (Karussell, 1983 - Germania)
- The Boys Are Back in Town (Pickwick, 11/83)
- The Collection (Castle, 11/85)
- Whiskey in the Jar (Pickwick, 04/86)
- Soldier of Fortune (Telstar, 11/87)
- Lizzy Lives (Grand Slamm, 03/89 - USA)
- Dedication: The Very Best of Thin Lizzy (Vertigo, 04/02/91)
- Wild One: The Very Best of Thin Lizzy (04/01/96)
- Whiskey in the Jar (Karussell, Spektrum, Universal, 1996, 1998, 2000)
- Master Series (Deram, 1998 - Germania)
- The Boys Are Back in Town (Vertigo, 06/12/00 - Svezia)
- Vagabonds, Kings, Warriors, Angels (Mercury, 07/12/01 - 4CD Box Set)
- Thin Lizzy Greatest Hits (Universal, 07/06/04)
- The Definitive Collection (Island Mercury, 20/06/06)

## Singoli
| Single                             | UK | US | IRL | GER |
| ---------------------------------- | -- | -- | --- | --- |
| "The Farmer" (1970)                |    |    | -   |     |
| "Whiskey In The Jar" (1972-73)     | 6  |    | 1   | 7   |
| "Randolph's Tango" (1973)          | -  |    | 14  |     |
| "The Rocker" (1973)                | -  |    | 11  |     |
| "Little Darling" (1974)            |    |    | -   |     |
| "Philomena" (1974)                 |    |    | -   |     |
| "Rosalie" (1975)                   |    |    | -   |     |
| "The Boys Are Back in Town" (1976) | 8  | 12 | 1   |     |
| "Jailbreak" (1976)                 | 31 |    |     |     |
| "Cowboy Song" (1976)               |    | 77 |     |     |
| "Rocky" (1976)                     |    |    | -   |     |
| "Don't Believe A Word" (1976)      | 12 |    | 2   |     |
| "Dancin' in the Moonlight" (1977)  | 14 |    | 4   |     |
| "Rosalie / Cowgirls' Song" (1978)  | 20 |    | 14  |     |
| "Waiting for An Alibi" (1979)      | 9  |    | 6   |     |
| "Do Anything You Want To" (1979)   | 14 | 81 | 25  |     |
| "Sarah" (1979)                     | 24 |    | 26  | 5   |
| "Chinatown" (1980)                 | 21 |    | 12  |     |
| "Killer on the Loose" (1980)       | 10 |    | 5   |     |
| "Hey You" (1980)                   |    |    | -   |     |
| "Are You Ready" (1981)             |    |    | -   |     |
| "Killers Live E.P." (1981)         | 19 |    | 11  |     |
| "Trouble Boys" (1981)              | 53 |    | 30  |     |
| "Hollywood" (1982)                 | 53 |    |     |     |
| "Cold Sweat" (1983)                | 27 |    | 23  |     |
| "Thunder and Lightning" (1983)     | 39 |    | 22  |     |
| "The Sun Goes Down" (1983)         | 52 |    |     |     |
| "Dedication" (1991)                | 35 |    | 2   |     |

## Videografia
- 1991 - Dedication: The Very Best of Thin Lizzy
- 2005 - One Night in Dublin: A Tribute to Phil Lynott
- 2007 - Live and Dangerous